# Попов, Кирилл Егорович
Кирилл Егорович Попов (12 января 1917 года, деревня Нерюктяй, Вилюйский округ, Якутская область — 27 января 1975 года, Якутск, Якутская АССР) — начальник лесопункта Олёкминского леспромхоза Министерства лесной и деревообрабатывающей промышленности СССР, Якутская АССР. Герой Социалистического Труда (1971).

## Биография
Родился в 1917 году в многодетной крестьянской семье в селе Нерюктай. С 16-летнего возраста работал трелевщиком на Туруктинском лесоучастке. С 1933 года трудился мастером леса и сплава Туруктинского лесозаготовительного участка треста «Якутлес». С 1937 года — бригадир возчиков на ледяных конных дорогах. Будучи бригадиром, внедрил ледяные двухколейки, что позволяло вывозить за смену до 500 кубов леса.
В августе 1941 года был призван в Красную Армию. До ноября 1941 года проходил службу в Иркутской области на станции Мальта в составе отдельной роты 486-го запасного полка. С декабря 1941 года принимал участие командиром автоматчиков-разведчиков в сражениях на Волховском фронте в составе 523-го стрелкового полка 188-й стрелковой дивизии. Был ранен около Старой Руссы и находился на излечении в госпитале в Ивановской области. С июня 1942 года воевал в составе 31-го пограничного полка на Калининском фронте. В декабре 1942 года году вступил в ВКП(б). Участвовал в боях за взятие Кёнигсберга. С октября 1945 года служил в 95-м пограничном полку.
В ноябре 1945 года демобилизовался и вернулся на родину. Трудился начальником Туруктинского, позднее — Нюйского лесоучастков Ленского леспромхоза. Закончил курсы повышения квалификации работников лесной промышленности Красноярского лесотехнического института. Руководил внедрением на своём лесоучастке механизации при транспортировке лесоматериалов, используя трактор С-80 и организовал оснащение лесорубов пилами «Дружба», что привело к увеличению производительности при заготовке леса. Занимался строительством объектов социальной инфраструктуры и жилья в селе Нюя, в частности, Дом культуры с библиотекой.
С 1953 года — директор Ленского райпромкомбината. В 1953 году был исключён из партии по обвинению в сокрытии своего социального происхождения (его отец был раскулачен в 1929 году) и невыполнении плана райпромкомбинатом. Решением Якутского обкома в партии восстановлен и переведен в Олекминский район. Трудился в Жедайском лесопункте Олёкминского леспромхоза, который вывел в передовые хозяйства района. С 1959 года руководил Дабанским лесопунктом. 1 февраля 1961 года приказом Якутского совнархоза назначен директором вновь открывавшегося Верхнеленского леспромхоза, расположенного на территории Киренского района Иркутской области, имеющего подчинение комбинату «Якутлес». Верхнеленский леспромхоз был организован, построен новый поселок Визирный для лесорубов, велись лесозаготовительные работы.  В 1964 году по окончании строительства вновь переведен в Олекминский леспромхоз и назначен  начальником Жедайского лесопункта . За выдающиеся успехи в выполнении заданий пятой пятилетки по развитию лесной и деревообрабатывающей промышленности удостоен звания Героя Социалистического Труда указом Президиума Верховного Совета СССР от 7 мая 1971 года c вручением ордена Ленина и золотой медали «Серп и Молот».
С 1972 года работал директором Олёкминского леспромхоза.
Скончался в 1975 году в Якутске. Похоронен в городе Олекминске.
Награды
- Герой Социалистического Труда
- Орден Красной Звезды
- Медаль «За взятие Кенигсберга»
- Медаль «За победу над Германией»

Память
В селе Нюя Ленского района, поселке Чапаево Олёкминского района, городе Олекминске и поселке Визирном Киренского района Иркутской области именем Героя Социалистического Труда названы улицы.